# فيلا مون ريبوس
مون ريبو عبارة عن فيلا على جزيرة كورفو-اليونان، تقع إلى الجنوب من مدينة كورفو في غابة بالايوبولس.

## أعلام
- أليكسيا أميرة اليونان والدنمارك
- فيليب دوق إدنبرة